# Ascensore di San Giorgio
La funicolare di San Giorgio, in realtà un ascensore inclinato, collega il centro cittadino di La Spezia al castello San Giorgio. È citata impropriamente come funicolare per via delle caratteristiche che porta.

## Storia
Fin dagli anni novanta, si pensava ad un possibile collegamento tra via Indipendenza e il castello di San Giorgio, tramite una funicolare. Vari progetti furono presentati, ma solamente nel 2006 venne approvato il progetto di due ascensori che collegassero i due posti; uno dei due avrebbe poi avuto le caratteristiche di una funicolare. I lavori si conclusero nel 2009 e nel medesimo anno furono aperti, a distanza di due mesi, i due impianti.

## Caratteristiche
Nato con le caratteristiche di una funicolare, l'ascensore di San Giorgio sviluppa il suo servizio presso un percorso di circa 40 m. La vettura, una soltanto, si alterna a spola tra le stazioni di XX Settembre e XXVII Marzo-Castello. La vettura si può benissimo chiamare tramite un pulsante posizionato ai lati delle porte di sicurezza delle stazioni. Non vi sono fermate intermedie.

## Interscambi
Presso la stazione XX Settembre, di fronte, è attivo l'ascensore di via Indipendenza, che collega via XX Settembre con appunto via Indipendenza. Invece presso la stazione XXVII Marzo-Castello vi è una fermata degli autobus dell'ATC, che collegano la zona con il resto della cittadina e i comuni limitrofi.